# Mikołaj Morzy
Mikołaj Aleksander Morzy (ur. 13 stycznia 1975) – polski inżynier informatyk, doktor habilitowany nauk technicznych. Specjalizuje się w eksploracji danych, systemach baz danych oraz magazynach danych. Adiunkt w Instytucie Informatyki Wydziału Informatyki Politechniki Poznańskiej. W kadencji 2024-2028 dziekan tego wydziału. 

## Życiorys
Studia z informatyki ukończył na Politechnice Poznańskiej w 1998, gdzie następnie został zatrudniony (2000). Stopień doktorski uzyskał w 2004 na podstawie pracy pt. Zaawansowane struktury baz danych wspierające efektywne odkrywanie asocjacji, przygotowanej pod kierunkiem prof. Zbyszka Królikowskiego. Habilitował się w 2010 na podstawie dorobku naukowego i rozprawy pt. Eksploracja danych społecznościowych. Poza macierzystą Politechniką jest zatrudniony także jako profesor nadzwyczajny w Państwowej Wyższej Szkole Zawodowej w Lesznie. Członek Polskiego Towarzystwa Informatycznego (prezes oddziału poznańskiego od 2011). W kadencji 2016-2020 prodziekan Wydziału Informatyki PP ds. nauki. W kadencji 2024-2028 dziekan Wydziału Informatyki PP. 
Artykuły publikował w takich czasopismach jak m.in. "Advances in Databases and Information Systems", "Internet and Network Economics" oraz "Control and Cybernetics".